# Brachymeria thracis
Brachymeria thracis is een vliesvleugelig insect uit de familie bronswespen (Chalcididae). De wetenschappelijke naam is voor het eerst geldig gepubliceerd in 1911 door Crawford.